# Anamorfoza

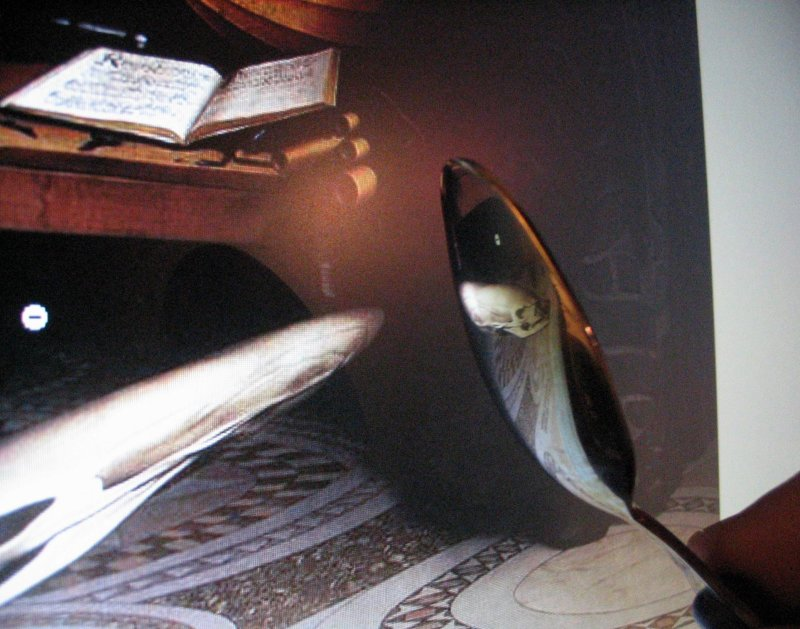
„Odszyfrowanie” anamorficznej czaszki na obrazie Ambasadorowie H. Holbeina przy pomocy łyżeczki

Anamorfoza (gr. anamórphōsis – przekształcenie) – celowa deformacja obrazu, która może pokazać obraz niezdeformowany poprzez np. odbicie jej w zwierciadle wypukłym, ściśnięcie lub rozciągnięcie obrazu zdeformowanego. Anamorfoza w malarstwie może ukazać oryginał, jeśli na płótno malarskie spojrzy się pod odpowiednim kątem.

## Historia i zastosowanie w malarstwie
Pierwsze użycie terminu w literaturze datuje się na XVII wiek, w pracy Jeana-François Nicerona pt. La perspective curieuse (Perspektywa dziwaczna).
W malarstwie europejskim anamorfozy były często wykorzystywane jako świadectwo kunsztu artysty i opanowania warsztatu, aczkolwiek np. Pierro della Francesca i Leonardo da Vinci w swoich pracach odradzali swoim uczniom ich stosowania. Najsłynniejszym chyba przykładem jest trupia czaszka, zastosowana przez niemieckiego malarza Hansa Holbeina w obrazie z 1533 r. pt. Ambasadorowie, który stał się kanwą dla piosenki Jacka Kaczmarskiego pod tym samym tytułem. Inną znaną anamorfozą jest portret króla Edwarda VI pędzla Williama Scrotsa.

## Zastosowania współczesne
Ściśnięcie anamorficzne powstało w XX-wiecznej kinematografii jako technika pozwalająca na zapisanie dobrej jakości szerokoekranowego obrazu na taśmie filmowej.
Technika ta jest stosowana przy zapisie obrazu o proporcjach 16:9 na płycie DVD. Zamiast stosowania tzw. letterbox obraz jest ściskany (kompresowany) do maksymalnej rozdzielczości standardu (720 × 576 pikseli w systemie PAL, proporcje 4:3), a przy odtwarzaniu na telewizorze panoramicznym odpowiednio rozciągany.